# Karmanlinjen

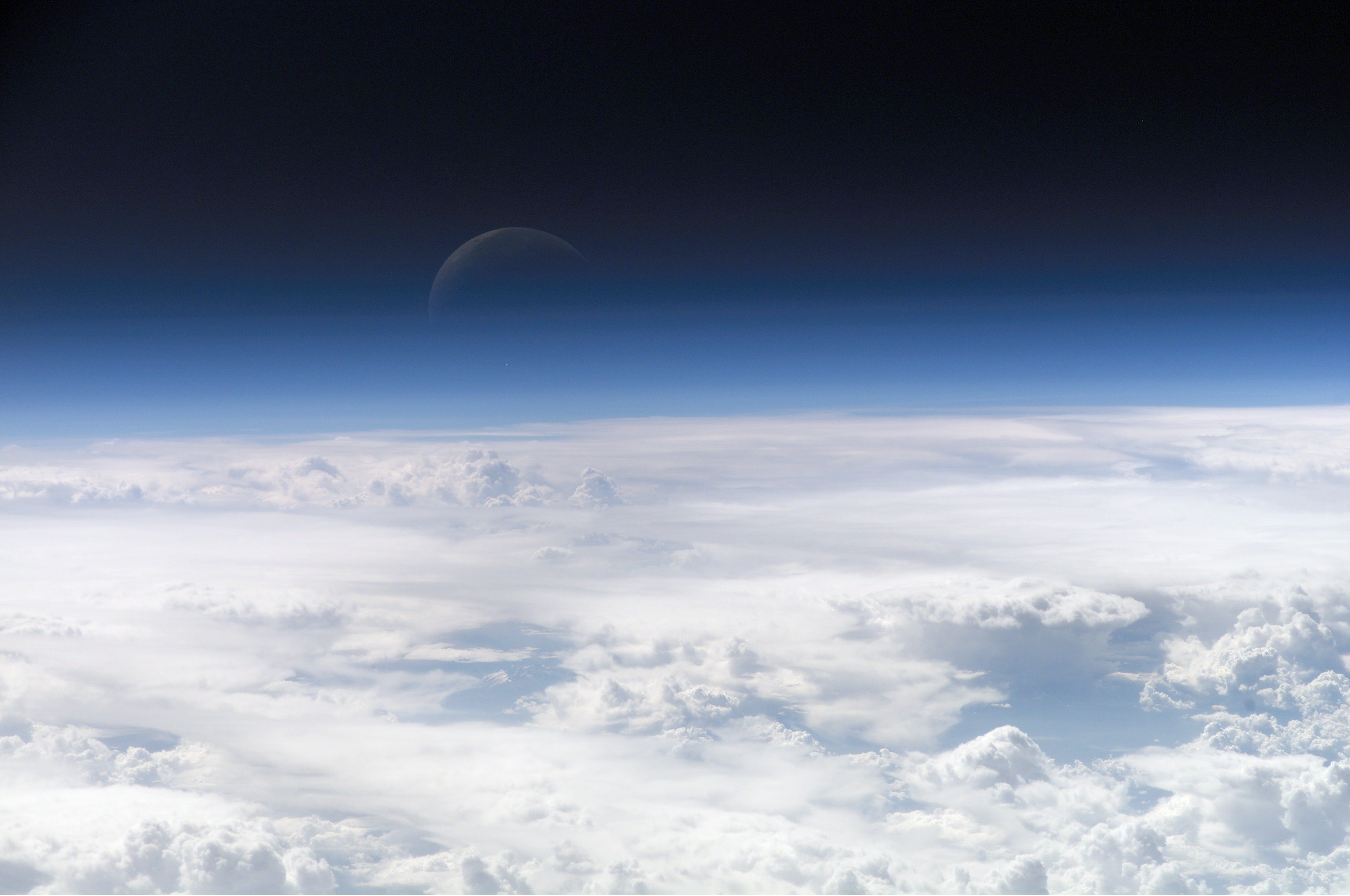
Slutet på jordens atmosfär

Karmanlinjen ligger i den lägre termosfären.

Karmanlinjen är en tänkt yta ungefär 100 km över havsytan och är en praktisk definition av gränsen mellan jordens atmosfär och yttre rymden.

## Bakgrund
Definitionen av Karmanlinjen vid 100 km används av Fédération Aéronautique Internationale (FAI), som är en internationell standardsättande organisation som fastställer regler för rekordslagning samt kontrollerar och godkänner nya rekord inom aeronautisk och astronautisk verksamhet.
USA:s flygvapen och NASA definierar istället gränsen som 80,5 km (50 miles).
Linjen är namngiven efter den ungersk-amerikanska forskaren Theodore von Kármán. 

### Egenskaper hos atmosfären
Med stigande höjd blir jordens atmosfär gradvis allt tunnare. Höjden 100 km är inte någon exakt gräns, men vid denna höjd är atmosfären så tunn att ett flygplan med aerodynamiska vingar för att få tillräcklig lyftkraft måste färdas snabbare än omloppshastigheten för denna höjd. Med andra ord är luften "för tunn" för att ge lyftkraft åt ett konventionellt flygplan.
Med liknande resonemang kan det visas att satelliter utan egen framdrivning inte kan ha en omloppsbana på lägre höjd än cirka 160 km, då luftmotståndet i så fall blir så stort att de bromsas och faller in mot jorden efter mindre än ett varv.  
Karmanlinjen blir därför en praktisk och pedagogisk höjdgräns, där atmosfären över denna gräns är så tunn att trafik med flygplan och ballonger är helt omöjlig, medan atmosfären under denna gräns har en sådan täthet att satelliter absolut inte kan existera.

### Ungefärliga höjder för olika farkoster
Listan som följer ger ungefärliga höjder för verkliga farkoster:
- 3-4 km - praktisk övre gräns för flygplan utan tryckkabin.[4]
- 13 km - kommersiella jetplan, till exempel Boeing 767.
- 21 km - supersoniskt passagerarplan, Concorde, extremt spaningsflygplan, Lockheed U-2.
- 26 km - extremt spaningsflygplan, Lockheed SR-71 Blackbird.
- 40 km - väderballong.
- 53 km - extrem väderballong för vetenskapliga undersökningar.[5]
- 108 km - raketflygplan, North American X-15.
- 160 km - praktisk undre gräns för satelliter i LEO - låg omloppsbana.
- 400 km - ISS - internationella rymdstationen. Stationen måste återkommande tillföras bränsle och manövreras med raketmotorer för att inte förlora höjd på grund av ett visst luftmotstånd.
- 1 000 km - jordresurssatellit i polär bana.
- 22 000 km - GPS-satelliter.
- 36 000 km - geostationära satelliter med en fast position relativt jordytan, för till exempel satellit-TV-sändningar.
- 384 000 km - medelavstånd från jorden till månen.

Det framgår av listan att inga "vanliga" flygplan kommer i närheten av Karmanlinjen utom raketflygplanet X-15, som dock mer liknade en raket än ett flygplan.